# VIII Międzynarodowy Konkurs Pianistyczny im. Fryderyka Chopina
VIII Międzynarodowy Konkurs Pianistyczny im. Fryderyka Chopina (również VIII Konkurs Chopinowski) – 8. edycja Międzynarodowego Konkursu Pianistycznego im. Fryderyka Chopina, która rozpoczęła się 6 października 1970 w Warszawie. Organizatorem konkursu było Towarzystwo im. Fryderyka Chopina.  

## Charakterystyka konkursu
Wzięło w nim udział 80 pianistów z 28 krajów. Konkurs odbył się w dniach 6–25 października 1970. Był on trójstopniowy: składał się z dwóch etapów oraz finału. Zwyciężył Amerykanin Garrick Ohlsson. 
Z uwagi na niesprzyjającą aurę pogodową na poprzednich konkursach, powodującą dolegliwości i przeziębienia zarówno pianistów jak i jurorów, zmieniono okres jego trwania na październik. Krytyk muzyczny Jerzy Waldorff tak to wtedy skomentował:

Okazało się (…), że w lutym panuje u nas klimat zbyt różny od aury w wielu innych krajach kuli ziemskiej, skutkiem czego egzotyczni zwłaszcza kandydaci przeziębiali się po przybyciu do Warszawy. Jesienią natomiast klimat bliższy jest światowej średniej.

Ogromnym zainteresowaniem cieszyły się Warszawskie koncerty chopinowskie w sali Teatru Rozrywki na Powiślu, które towarzyszyły konkursowi. Występowali tam uczestnicy konkursu, prezentując zazwyczaj program wykonywany poprzedniego dnia podczas przesłuchań w Filharmonii Narodowej. Podczas 20 koncertów zagrali tam niemal wszyscy pianiści biorący udział w konkursie. O wielkim zainteresowaniu słuchaczy występami pianistów, tak wtedy pisał m.in. Jerzy Waldorff:

W tych dniach całe miasto mówi tylko o grze na fortepianie i każdy taksówkarz zna się najlepiej na tym, jak trzeba wykonać finał Sonaty b-moll, w tramwajach i autobusach ludzie skaczą sobie do oczu w walce o swoich faworytów do nagród. Przed gmachem Filharmonii tłumy tych, co nie dostali się do środka. Czasem trzeba wzywać na pomoc milicję, ale nie zawsze to pomaga!

Warto dodać, że z okazji VIII Konkursu Chopinowskiego, Poczta Polska wydała 8 września znaczek pocztowy o nominale 2,50 zł; projektu Stefana Małeckiego, przedstawiający faksymile podpisu Fryderyka Chopina na tle stylizowanej klawiatury.

## Kalendarium
| Kalendarz konkursu    |      |      |      |      |       |       |       |       |       |       |       |       |       |       |       |       |       |       |       |       |
| Faza konkursu         | Data | Data | Data | Data | Data  | Data  | Data  | Data  | Data  | Data  | Data  | Data  | Data  | Data  | Data  | Data  | Data  | Data  | Data  | Data  |
| Faza konkursu         | 6.10 | 7.10 | 8.10 | 9.10 | 10.10 | 11.10 | 12.10 | 13.10 | 14.10 | 15.10 | 16.10 | 17.10 | 18.10 | 19.10 | 20.10 | 21.10 | 22.10 | 23.10 | 24.10 | 25.10 |
| Koncert inauguracyjny |      |      |      |      |       |       |       |       |       |       |       |       |       |       |       |       |       |       |       |       |
| I etap                |      |      |      |      |       |       |       |       |       |       |       |       |       |       |       |       |       |       |       |       |
| II etap               |      |      |      |      |       |       |       |       |       |       |       |       |       |       |       |       |       |       |       |       |
| Finał                 |      |      |      |      |       |       |       |       |       |       |       |       |       |       |       |       |       |       |       |       |
| Koncert laureatów     |      |      |      |      |       |       |       |       |       |       |       |       |       |       |       |       |       |       |       |       |

## Jury
Do konkursowego przebiegu przesłuchań oraz podziału nagród powołano jury, w następującym składzie:
| Skład jury |                        |                |                         |
| Lp.        | Juror                  | Kraj           | Funkcja                 |
| 1.         | Kazimierz Sikorski     | Polska         | przewodniczący jury     |
| 2.         | Guido Agosti           | Włochy         | wiceprzewodniczący jury |
| 3.         | Tatjana Nikołajewa     | ZSRR           | wiceprzewodniczący jury |
| 4.         | Zbigniew Szymonowicz   | Polska         | sekretarz jury          |
| 5.         | Raif J. Abillama       | Liban          | członek jury            |
| 6.         | István Antal           | Węgry          | członek jury            |
| 7.         | Jan Ekier              | Polska         | członek jury            |
| 8.         | Monique Haas           | Francja        | członek jury            |
| 9.         | Gheorghe Halmos        | Rumunia        | członek jury            |
| 10.        | Jan Hoffman            | Polska         | członek jury            |
| 11.        | Witold Małcużyński     | Polska         | członek jury            |
| 12.        | Susumu Nagai           | Japonia        | członek jury            |
| 13.        | Stepanka Pelischek     | Bułgaria       | członek jury            |
| 14.        | Eliane Richepin        | Francja        | członek jury            |
| 15.        | Maria Teresa Rodriguez | Meksyk         | członek jury            |
| 16.        | Annerose Schmidt       | NRD            | członek jury            |
| 17.        | Regina Smendzianka     | Polska         | członek jury            |
| 18.        | Pavel Štěpán           | Czechosłowacja | członek jury            |
| 19.        | Bolesław Woytowicz     | Polska         | członek jury            |

### System oceny pianistów
Jury oceniało grę uczestników stosując punktację od 1 do 25. Do II etapu dopuszczono 24 uczestników. Do finału zakwalifikowano 12 uczestników w kolejności sumy przeciętnych I i II etapu. Kolejność nagród została ustalona na podstawie sumy przeciętnych punktacji, uzyskanej we wszystkich trzech etapach.

## Konkurs

### Koncert inauguracyjny
Wieczorem 6 października o godzinie 19:30 w sali Filharmonii Narodowej odbyła się ceremonia rozpoczęcia VIII Konkursu Chopinowskiego. Po odegraniu Hymnu Narodowego, głos zabrał Minister Kultury i Sztuki, Lucjan Motyka, po czym rozległy się dźwięki uwertury opery Andromeda, Józefa Elsnera. Następnie wykonano Koncert fortepianowy, Johanna Sebastiana Bacha, IV Symfonię op. 60, Karola Szymanowskiego oraz Livre pour orchestre, Witolda Lutosławskiego. Solistami koncertu byli pianiści, a jednocześnie jurorzy konkursu Jan Ekier i Tatjana Nikołajewa, która wykonała zbiór Kunst der Fuge, Johanna Sebastiana Bacha. 

### I etap
Przesłuchania konkursowe odbyły się w dwóch sesjach przedpołudniowej i popołudniowej w kolejności alfabetycznej, począwszy od wylosowanej wcześniej litery „V”. Jako pierwszy 7 października w sesji przedpołudniowej wystąpił Czechosłowak Josef Vizváry, grając na fortepianie marki Steinway.

### II etap
Decyzją jury podaną 17 października, do II etapu dopuszczono 24 pianistów, w tym siedmiu Polaków. Przesłuchania konkursowe odbyły się podobnie jak w I etapie, w dwóch sesjach przedpołudniowej i popołudniowej.
| Lp. | Uczestnik                 | Kraj           |
| 1.  | Ivan Klánský              | Czechosłowacja |
| 2.  | Alain Neveux              | Francja        |
| 3.  | Joaquín Soriano de Castro | Hiszpania      |
| 4.  | Ikuko Endō                | Japonia        |
| 5.  | Mitsuko Uchida            | Japonia        |
| 6.  | Reitei Yoh                | Japonia        |
| 7.  | Ewa Bukojemska            | Polska         |
| 8.  | Paweł Chęciński           | Polska         |

| Lp. | Uczestnik           | Kraj              |
| 9.  | Marek Drewnowski    | Polska            |
| 10. | Barbara Grajewska   | Polska            |
| 11. | Karol Nicze         | Polska            |
| 12. | Janusz Olejniczak   | Polska            |
| 13. | Piotr Paleczny      | Polska            |
| 14. | Christian Zacharias |                   |
| 15. | Emanuel Ax          | Stany Zjednoczone |
| 16. | Eugene Indjic       | Stany Zjednoczone |

| Lp. | Uczestnik          | Kraj              |
| 17. | Garrick Ohlsson    | Stany Zjednoczone |
| 18. | Jeffrey Swann      | Stany Zjednoczone |
| 19. | Diane Walsh        | Stany Zjednoczone |
| 20. | Verena Pfenninger  | Szwajcaria        |
| 21. | Anna Maria Cigoli  | Włochy            |
| 22. | Natalija Gawriłowa |                   |
| 23. | Walida Rasułowa    |                   |
| 24. | Irina Smolina      |                   |

| Lp. | Uczestnik                 | Kraj           |
| 1.  | Ivan Klánský              | Czechosłowacja |
| 2.  | Alain Neveux              | Francja        |
| 3.  | Joaquín Soriano de Castro | Hiszpania      |
| 4.  | Ikuko Endō                | Japonia        |
| 5.  | Mitsuko Uchida            | Japonia        |
| 6.  | Reitei Yoh                | Japonia        |
| 7.  | Ewa Bukojemska            | Polska         |
| 8.  | Paweł Chęciński           | Polska         |

| Lp. | Uczestnik           | Kraj              |
| 9.  | Marek Drewnowski    | Polska            |
| 10. | Barbara Grajewska   | Polska            |
| 11. | Karol Nicze         | Polska            |
| 12. | Janusz Olejniczak   | Polska            |
| 13. | Piotr Paleczny      | Polska            |
| 14. | Christian Zacharias |                   |
| 15. | Emanuel Ax          | Stany Zjednoczone |
| 16. | Eugene Indjic       | Stany Zjednoczone |

| Lp. | Uczestnik          | Kraj              |
| 17. | Garrick Ohlsson    | Stany Zjednoczone |
| 18. | Jeffrey Swann      | Stany Zjednoczone |
| 19. | Diane Walsh        | Stany Zjednoczone |
| 20. | Verena Pfenninger  | Szwajcaria        |
| 21. | Anna Maria Cigoli  | Włochy            |
| 22. | Natalija Gawriłowa |                   |
| 23. | Walida Rasułowa    |                   |
| 24. | Irina Smolina      |                   |

### Finał
Decyzję o dopuszczeniu do finału 12 pianistów (w tym trzech Polaków) jury ogłosiło 21 października. Pianiści w finale mieli do wyboru wykonanie jednego z Koncertów fortepianowych Fryderyka Chopina: (f-moll op. 21 lub e-moll op. 11). 
| Lp. | Finalista          | Kraj              |
| 1.  | Ivan Klánský       | Czechosłowacja    |
| 2.  | Alain Neveux       | Francja           |
| 3.  | Ikuko Endō         | Japonia           |
| 4.  | Mitsuko Uchida     | Japonia           |
| 5.  | Karol Nicze        | Polska            |
| 6.  | Janusz Olejniczak  | Polska            |
| 7.  | Piotr Paleczny     | Polska            |
| 8.  | Emanuel Ax         | Stany Zjednoczone |
| 9.  | Eugene Indjic      | Stany Zjednoczone |
| 10. | Garrick Ohlsson    | Stany Zjednoczone |
| 11. | Natalija Gawriłowa | ZSRR              |
| 12. | Irina Smolina      | ZSRR              |

| Lp. | Finalista          | Kraj              |
| 1.  | Ivan Klánský       | Czechosłowacja    |
| 2.  | Alain Neveux       | Francja           |
| 3.  | Ikuko Endō         | Japonia           |
| 4.  | Mitsuko Uchida     | Japonia           |
| 5.  | Karol Nicze        | Polska            |
| 6.  | Janusz Olejniczak  | Polska            |
| 7.  | Piotr Paleczny     | Polska            |
| 8.  | Emanuel Ax         | Stany Zjednoczone |
| 9.  | Eugene Indjic      | Stany Zjednoczone |
| 10. | Garrick Ohlsson    | Stany Zjednoczone |
| 11. | Natalija Gawriłowa | ZSRR              |
| 12. | Irina Smolina      | ZSRR              |

## Nagrody i wyróżnienia
Wszyscy finaliści otrzymali stosownie do zajętego miejsca bądź wyróżnienia odpowiednią nagrodę finansową. Zgodnie z regulaminem nagrodzeni zobowiązani byli do udziału w kończącym konkurs, koncercie laureatów. Nagrodę publiczności zdobyła Amerykanka Mona Golabek.
| Nagrody główne               |                    |                   |                  |                                   |
| Nagroda                      | Laureat            | Kraj              | Wysokość nagrody | Fundator nagrody                  |
| 1                            | Garrick Ohlsson    | Stany Zjednoczone | 40 000 zł        | Minister Kultury i Sztuki         |
| 2                            | Mitsuko Uchida     | Japonia           | 30 000 zł        | Minister Kultury i Sztuki         |
| 3                            | Piotr Paleczny     | Polska            | 25 000 zł        | Minister Kultury i Sztuki         |
| 4                            | Eugene Indjic      | Stany Zjednoczone | 20 000 zł        | Minister Kultury i Sztuki         |
| 5                            | Natalija Gawriłowa | ZSRR              | 15 000 zł        | Minister Kultury i Sztuki         |
| 6                            | Janusz Olejniczak  | Polska            | 10 000 zł        | Minister Kultury i Sztuki         |
| Wyróżnienia                  |                    |                   |                  |                                   |
| Wyróżniony                   | Wyróżniony         | Kraj              | Wysokość nagrody | Fundator nagrody                  |
| Emanuel Ax                   | Emanuel Ax         | Stany Zjednoczone | 5000 zł          | Minister Kultury i Sztuki         |
| Ikuko Endō                   | Ikuko Endō         | Japonia           | 5000 zł          | Minister Kultury i Sztuki         |
| Ivan Klánský                 | Ivan Klánský       | Czechosłowacja    | 5000 zł          | Minister Kultury i Sztuki         |
| Alain Neveux                 | Alain Neveux       | Francja           | 5000 zł          | Minister Kultury i Sztuki         |
| Karol Nicze                  | Karol Nicze        | Polska            | 5000 zł          | Minister Kultury i Sztuki         |
| Irina Smolina                | Irina Smolina      | ZSRR              | 5000 zł          | Minister Kultury i Sztuki         |
| Nagrody specjalne            |                    |                   |                  |                                   |
| Nagroda                      | Nagrodzony         | Kraj              | Wysokość nagrody | Fundator nagrody                  |
| Najlepsze wykonanie poloneza | Piotr Paleczny     | Polska            | 10 000 zł        | Towarzystwo im. Fryderyka Chopina |
| Najlepsze wykonanie mazurków | Garrick Ohlsson    | Stany Zjednoczone | 10 000 zł        | Polskie Radio                     |